# 零射
数学の一分野圏論における零射（れいしゃ、ゼロしゃ、英: zero morphism）は特別な種類の射で、零対象への射と零対象からの射の性質を併せ持つ。

## 諸定義
圏 C と C 内の射 f: X → Y を考える。射 f が定値射 (constant morphism) または左零射であるとは、C の任意の対象 W と任意の射の対 g, h: W → X に対して fg = fh を満たすときに言う。双対的に、f が余定値射 (coconstant morphism) または右零射であるとは、任意の対象 Z ∈ ob(C) と射の対 g, h: Y → Z に対して gf = hf を満足するものを言う。零射は左零かつ右零な射である。
零射を持つ圏 (category with zero morphisms) は、対象の各対 A, B ∈ C に対して一つの射 0AB: A → B が存在して、以下の図式 
 を任意の対象の組 X, Y, Z ∈ C と任意の射 f: Y → Z, g: X → Y に対して可換にする。
この射 0XY は零射でなければならず、零射からなる可換な系を成す。
零射を持つ圏 C の零射 0XY 全体の成す集まりは一意である。
この場合、「零射」と「零射を持つ圏」という呼称とはそれぞれ無関係に定義されるものではあるが、しかし各射集合が「零射」を持つ圏は「零射を持つ圏」になる。

## 例
- 群の圏（や加群の圏）において、零射は準同型 f: G → H であって G の任意の元を H の単位元に写すもの（零準同型）である。群の圏の零対象は自明群 1 = {1} でこれは同型を除いて唯一であり、任意の零射は 1 を経由して f: G → 1 → H と分解できる。
- より一般に C が零対象 0 を持つ圏ならば、対象の各対 X, Y に対して一意な射の列 0XY: X → 0 → Y が存在する。この射全体の成す族は C に零射を持つ圏の構造をもたらす。
- 前加法圏 C の任意の射集合 Mor(X,Y) はアーベル群であるから、零元がある。それら零元の全体は C の零射からなる可換族を成し、C は零射を持つ圏となる。
- 集合の圏（集合とその間の写像を射とする圏）Set は零対象を持たないが、空集合 ∅ を始対象にもつ。ゆえに Set の右零射は存在して、各集合 X に対する空写像 ∅ → X がそうである。

## 関連概念
圏 C が零対象 0 を持つならば、対象の各対 X, Y ∈ ob(C) に対して標準的な射の対 f: X → 0, g: 0 → Y が存在するから、合成射 gf は MorC(X, Y) に属する零射になる。ゆえに任意の点付き圏（零対象を持つ圏）は合成射 0XY: X → 0 → Y で与えられる零射を持つ圏である。　
圏が零射を持つならば、その圏における任意の射に対する核と余核の概念が定義できる。

## 注
1. ↑  “Category with zero morphisms - Mathematics Stack Exchange”. Math.stackexchange.com (2015年1月17日). 2016年3月30日閲覧。